# Атанас Михайлов (учител)
Вижте пояснителната страница за други личности с името Атанас Михайлов.
Атанас Михайлов Калиманов е български просветен деец от Македония.

## Биография
Михайлов е роден в костурското българско село Бобища в 1862 или 1867 година, тогава в Османската империя, днес в Гърция. В 1889 година завършва с първия випуск педагогическите курсове на Солунската българска мъжка гимназия, а след това в 1891 година и шестия випуск гимназията. След това завършва педагогически курсове в Загреб, Австро-Унгария. Учителства дълги година в различни градове на Македония. Директор е на училища в Скопие, Битоля и Солун. Преподава психология и практика в Скопското българско педагогическо училище. В 1906/1907 година е учител в Сярското българско педагогическо училище. След края на учебната година Екзархията е принудена от османските власти да го уволни заради подозрения в революционна дейност. Арестуван от властите в 1909 година, заради речта, произнесена от него на погребението на Васил Аджаларски в Скопие и е осъден на 2 години. В 1910 – 1911 и в 1912 – 1913 година преподава в Солунската българска девическа гимназия.
След Междусъюзническата война преподава в Гюмюрджинската гимназия. След Първата световна война, когато Гюмюрджина е предадена на Гърция, чете лекции в Пловдивската духовна семинария. Баща е на дееца на Македонския младежки съюз Димитър Михайлов (1909 – 1992).
Убит е в Пловдив на 11 май 1933 година от противници на крилото на Иван Михайлов във ВМРО. Малко преди него е убит Иван Кочев, а след това и младежките дейци Асен Гьочев и Петър Благинов, а в Станимака е убит Михаил Кочев от Гевгели, председател на местното македонско дружество.
Погребан е в София.
- Писмо на управителя на Скопското българско педагогическо училище Константин Самарджиев до екзарх Йосиф I за арестуваните учители Димитър Попандов и Атанас Михайлов, с. 1, 9 декември 1909
- Писмо на управителя на Скопското българско педагогическо училище Константин Самарджиев до екзарх Йосиф I за арестуваните учители Димитър Попандов и Атанас Михайлов, с. 2
- Писмо на управителя на Скопското българско педагогическо училище Константин Самарджиев до екзарх Йосиф I за арестуваните учители Димитър Попандов и Атанас Михайлов, с. 3
- Писмо на управителя на Скопското българско педагогическо училище Константин Самарджиев до екзарх Йосиф I за арестуваните учители Димитър Попандов и Атанас Михайлов, с. 4